# Felix Anudike-Uzomah
Felix Anudike-Uzomah (Kansas City, 24 gennaio 2002) è un giocatore di football americano statunitense che milita nel ruolo di defensive end per i Kansas City Chiefs della National Football League (NFL).

## Carriera universitaria
Anudike-Uzomah al college giocò a football a Kansas State dal 2020 al 2022. Nella sua prima stagione mise a segno 3 tackle e un sack. L'anno seguente fu nominato titolare e stabilì un record scolastico con 4 sack (2 dei quali forzarono un fumble) contro TCU, venendo premiato come miglior difensore della nazione della settimana dalla Walter Camp Football Foundation. Inizialmente gli furono accreditati sei sack, che avrebbe pareggiato il record NCAA, ma fu deciso che i due fumble forzati andarono oltre la linea di scrimmage, venendo quindi classificati come tentativi di corsa. A fine stagione fu premiato come co-defensive lineman dell'anno della Big 12 Conference e inserito nella formazione ideale della stessa. Nel 2022 fu premiato come All-American e come difensore dell'anno della Big 12.

## Carriera professionistica
Anudike-Uzomah fu scelto nel corso del primo giro (trentunesimo assoluto) del Draft NFL 2023 dai Kansas City Chiefs. Debuttò come professionista subentrando nella gara del primo turno contro i Detroit Lions mettendo a segno 2 placcaggi. La sua stagione da rookie si chiuse con 14 tackle, 0,5 sack e un fumble forzato disputando tutte le 17 partite, nessuna delle quali come titolare.

## Palmarès
- Super Bowl : 1

Kansas City Chiefs: LVIII
- National Football Conference Championship: 1

Kansas City Chiefs: 2023